# ボルボ・EX30
ボルボ・EX30は、ボルボ・カーズが販売する高級コンパクトEVである。

## 概要

### 発表から量産まで
2023年5月にティザーイメージが公開され、同年6月にミラノで実車が初公開されると同時に、欧州市場向けの予約販売が開始された。米国市場では同年10月、日本市場では同年11月にそれぞれ発売された。
欧州でのEX30のスタート価格は約36,000ユーロで、XC40に近い価格に設定された。ボルボは「プレミアム電動SUVをエンジン車と同等の価格で購入できる」点をEX30のアピールポイントとしている。
EX30の量産は2023年第3四半期から中国・張家口工場で開始。予想を超える注文への対応と、EUの中国製車両に対する関税の回避のために、2025年にベルギー・ヘント工場でEU向け車両の生産が開始された。
EX30は、2024年に欧州で最も販売されたEVの1つとされている。

### 設計
EX30はBセグメントのCUVで、ボルボのラインナップでは最小のモデルである。親会社の吉利汽車が開発し、Zeekr・001などにも使用されたSEAプラットフォームを採用する。
EX30はボルボ量産車中最少のカーボンフットプリントを達成しており、20万km走行におけるCO2排出量はXC40から25％削減された。これを実現するためにリサイクル素材の採用や、デザイン最適化による部品点数の削減、製造プロセスにおけるCO2削減などの取組がなされた。
インテリアは、スイッチ・レバー類を最小限にしたシンプルなデザインが特徴で、ほとんどのスイッチ類とスピードメーターは12.3インチのセンターディスプレイに統合された。
インフォテイメントシステムにはGoogleの「Google Apps and Services」が採用され、運転中にGoogle マップやGoogle アシスタントなどのサービスを利用できる。EX30本体には車載用の5G通信機器が搭載され、データ通信によるOTAアップデートなどが可能となる。
ADAS機能として、駐車スペースを検出して自動駐車する「パーク・パイロット・アシスト」や、車線変更支援・ACCなどが統合された「パイロット・アシスト」、ドライバーの注意散漫や眠気を検知する「ドライバー・アラート・システム」などが備わる。

## 動力
EX30のRWD仕様にはリヤに1基、4WD仕様には前後に1基ずつのモーターが搭載される。特にツインモーター仕様の最高出力は428hpで、0～96km/h加速は3.6秒に達する。これはボルボ史上最速の加速性能であるという。
バッテリーはグレードによって異なり、51kWhのLFPリチウムイオンバッテリーか、69kWhのNMCリチウムイオンバッテリーのどちらかが搭載される。充電速度と効率の向上のために、バッテリーのプレコンディショニング機能が備わる。
2024年2月現在、日本市場ではシングルモーター・エクステンデッドレンジのみが販売されている。
| モデル                                   | 駆動方式 | 最高出力        | 最大トルク | バッテリー容量 | WLTP航続距離 |
| ---------------------------------------- | -------- | --------------- | ---------- | -------------- | ------------ |
| シングルモーター                         | RWD      | 272 hp (200 kW) | 343 Nm     | 51 kWh         | 最大344 km   |
| シングルモーター・エクステンデッドレンジ | RWD      | 272 hp (200 kW) | 343 Nm     | 69 kWh         | 最大480 km   |
| ツインモーター・パフォーマンス           | 4WD      | 428 hp (315 kW) | 543 Nm     | 69 kWh         | 最大460 km   |